# Johannes Görich
Johannes Görich (* 24. August 1958 in Frankfurt am Main) ist ein deutscher Radiologe und Professor für Radiologie in Heidelberg.

## Werdegang
Johannes Görich studierte von 1977 bis 1984 Humanmedizin in Heidelberg, erhielt im April 1984 seine Approbation als Arzt und im Juli seine Promotion in innerer Medizin über Monoclonale Antikörper gegen B-typische Non-Hodgkin-Lymphome. Nach seinem Studium begann seine umfangreiche Ausbildungsphase.
Von 1984 bis 1985 war er Assistenzarzt an der Medizinischen Uniklinik in Heidelberg. 1986 erhielt er den Abschluss des Educational commision for foreign medical students (ECFMG). Von 1986 bis 1990 war er Assistenzarzt; zuerst in Heidelberg an der Universitären Strahlenklinik, dann am deutschen Krebsforschungszentrum und letztlich an der Universitätsklinik unter Günter Kauffmann.
Von 1991 bis 1992 war er Oberarzt der Radiologischen Universitätsklinik Bonn im Funktionsbereich innere Medizin, woraufhin er in die Abteilung für Neuroradiologie wechselte. Von 1993 bis 1994 war er Leitender Oberarzt der Radiologischen Universitätsklinik Bonn. 1993 habilitierte sich Johannes Görich in Radiologischer Diagnostik mit dem Thema Intraarterielle Tumortherapie.
Von 1994 bis 2001 war er Leitender Oberarzt der Radiologischen Universitätsklinik Ulm, wobei er ab 1995 Geschäftsführender Oberarzt der Radiologischen Klinik war. Im Dezember 1997 hatte Görich eine Umhabilitation und wurde 1998 zum außerordentlichen Professor für Radiologie an der Universität Ulm ernannt.

## Wissenschaftliches und ärztliches Werk
Görich war bereits in den 1990er Jahren maßgeblich an der Erforschung von interventioneller, minimal-invasiver Radiologie beteiligt, insbesondere die endovaskuläre Versorgung von Aortenaneurysmen, die interventionelle Tumortherapie und die interventionelle Behandlung von Blutungen. Der Schwerpunkt der ärztlichen Tätigkeit liegt in der Diagnostik in der nicht invasiven Darstellung der Herzkranzgefäße im „lowdose“-CT sowie MRT bei Prostatatumoren.

## Mitgliedschaften
- Deutsche Röntgengesellschaft

## Veröffentlichungen
- Treatment of Leaks after Endovascular Repair of Aortic Aneurysm. Görich J, Rilinger N, Sokiranski R, Krämer SC, Ermis C, Schütz A, Brambs HJ, Söldner J, Kaiser W, Sunder-Plassmann L, Pamler R. Radiology 2000, 215:414–420
- Leakages after Endovascular Repair of Aortic Aneurysms: Classification Based on Findings at CT, Angiography, and Radiography Görich J., Rilinger N., Sokiranski R., Orend K.-H., Ermis C.,     Krämer S.C., Brambs H.-J., Sunder-Plassmann L., Pamler R. Radiology 1999, 213:767–772
- Mechanical thrombolysis of acute occlusion of both the superficial and deep femoral arteries using a Thrombectomy Device Görich J., Rilinger N., Sokiranski R., Krämer S., Mickley V.,     Schütz A., Brambs H.-J., Pamler R. AJR 1998, 170: 1177–1180
- CT-guidedintraarterial chemotherapy in locally advanced tumors Görich J., Rilinger N., Sokiranski R., Vogel J., Wikström M.,     Krämer S., Merkle E., Rieber A., Brambs H.J. Radiology 1996, 199, 2: 567–570
- Interventionelle minimal-invasive Radiologie. Referenz-Reihe Radiologie. Johannes Görich, Hans-Jürgen Brambs. Georg Thieme Verlag, Stuttgart, New York, 2001, 456 Seiten.

(Quelle:)